# Karangpucung (onderdistrict)
Karangpucung is een onderdistrict (kecamatan) in het regentschap Cilacap in de Indonesische provincie Midden-Java op Java, Indonesië.

## Verdere onderverdeling
Het onderdistrict Karangpucung is anno 2010 verdeeld in 14 desas, plaatsen en dorpen:
| Plaats code | Naam kelurahan, plaatsen en dorpen | Inwoners in 2010 |
| ----------- | ---------------------------------- | ---------------- |
| 001         | Cidadap                            | 3.725            |
| 002         | Pengawaren                         | 4.783            |
| 003         | Gunungtelu                         | 5.606            |
| 004         | Sindangbarang                      | 6.662            |
| 005         | Karangpucung                       | 6.493            |
| 006         | Tayemtimur                         | 5.362            |
| 007         | Tayem                              | 3.581            |
| 008         | Ciporos                            | 9.862            |
| 009         | Surusunda                          | 6.473            |
| 010         | Bengbulang                         | 3.679            |
| 011         | Sidamulya                          | 1.264            |
| 012         | Ciruyung                           | 2.584            |
| 013         | Pamulihan                          | 3.988            |
| 014         | Babakan                            | 4.350            |